# 威廉·S·蒂利特
威廉·S·蒂利特（英語：William Smith Tillett，1892年7月10日—1974年4月4日），美国内科医师和微生物学家，纽约大学医学院教授。

## 生平
出生于北卡羅來納州的夏洛特，最知名的贡献是发现了C反應蛋白和链激酶。